# Rae Sremmurd
Rae Sremmurd es un dúo de hip hop estadounidense con sede en Atlanta, Georgia compuesto por los hermanos Khalif «Swae Lee» Brown (nacido el 7 de junio de 1993) y Aaquil «Slim Jxmmi» Brown (nacido el 29 de diciembre de 1991) de Tupelo, Misisipi. Su álbum de debut SremmLife fue lanzado el 6 de enero de 2015. El nombre «Rae Sremmurd» se deriva de la etiqueta casera del dúo, EarDrummers, deletreando cada palabra al revés.

## Biografía
Aaquil Iben Shamon Brown (Slim Jxmmi) y su hermano menor Khalif Malikibnsham Brown (Swae Lee) nacieron en Inglewood, California el 29 de diciembre de 1991 y el 7 de junio de 1993
respectivamente. Ellos crecieron con su madre, Bernadette Walker,
y su hermano, Michael, su padre abandonó a su familia algunos años después del nacimiento de ellos.
Su madre trabajaba para el ejército y se desplegaba regularmente en diferentes estados. La familia se mudó varias veces, dejando California para Mississippi, Maryland y finalmente se estableció en el puesto militar de Fort Hood en Texas. Los dos hermanos comenzaron a practicar, bailar y escribir música juntos a una edad temprana. En Texas, en algún momento alrededor de su décimo cumpleaños, Khalif aprendió a producir música usando Fruity Loops.
Mientras que los dos muchachos estaban en la escuela media, la familia salió de Texas y se trasladó de nuevo a Mississippi para ensamblar al nuevo compañero de Bernadette, Floyd Sullivan, después de que ella dejó el ejército. Se establecieron en la ciudad de Tupelo, Mississippi, en los proyectos de vivienda notorios de la calle de Ida, donde vivía su padrastro. La joven pareja tenía un hijo llamado Floyd Jr. Sullivan. Para apoyar a la familia y mantener a los niños en la escuela, su padrastro vendió drogas.

## Discografía

### Álbumes de estudio
- SremmLife (2015)[7]
- SremmLife 2 (2016)
- SR3MM (2018)
- Sremm 4 Life (2023)

### Mixtapes
- Trail Mix[8](con SremmLife Crew) (2016)

### Sencillos
- «No Flex Zone» (2014)
- «No Type» (2014)
- «Throw Sum Mo» (con Nicki Minaj y Young Thug) (2014)
- «This Could Be Us» (2015)
- «Up like Trump» (2015)
- «Come Get Her» (2015)
- «By Chance» (2016)
- «Look Alive» (2016)
- «Set the Roof» (con Lil Jon) (2016)
- «Black Beatles» (con Gucci Mane) (2016)
- «Real Chill» (con Kodak Black) (2016)
- «Swang» (2017)
- «Perplexing Pegasus» (2017)
- «T'd Up» (2018)
- «Powerglide» (con Juicy J) (2018)

### Colaboraciones
- «One Touch» (Baauer con AlunaGeorge y Rae Sremmurd) (2014)
- «Blasé» (Ty Dolla $ign con Future y Rae Sremmurd) (2015)
- «Burn Slow» (Wiz Khalifa con Rae Sremmurd) (2015)
- «Unforgettable» (French Montana con Swae Lee) (2017)
- «Perfect Pint» (Mike Will Made It con Kendrick Lamar, Gucci Mane y Swae Lee) (2017)
- «Close To Me» (Ellie Goudling con Diplo y Swae Lee) (2018)
- «Poquito» (Anitta With Swae Lee) (2019)
- «Crave» (Madonna y Swae Lee) (2019)
- «Sunflower» (Post Malone y Swae Lee) (2019)
- «Arms Around You» (XXXTentacion Lil Pump Maluma y Swae Lee) (2018)
- «Creature» (Pop Smoke y Swae Lee) (2020)